# Парки Онтаріо
Парки Онтаріо (англ. Ontario Parks) — це урядове агентство провінції Онтаріо в Канаді, яке захищає значні природні та культурні ресурси в системі парків і природоохоронних територій для підтримки їх стабільності та наданя можливості для натхнення, насолоди та освіти. Система парків Онтаріо охоплює понад 78 000 квадратних кілометрів (30 000 миля2) території, що становить приблизно 10 відсотків площі поверхні провінції або еквівалент площі, приблизно дорівнює площі Нової Шотландії. Агентство підпорядковується міністерству охорони навколишнього середовища, охорони природи та парків провінції. Раніше ця структура підпорядковувалась Міністерству природних ресурсів та лісового господарства. 
Система Парків Онтаріо була використана як модель для інших  системи парків у Північній Америці. Це пояснюється його делікатним балансом відпочинку, охорони та заповідання. Багато парків Онтаріо також пропонують освітню програму природної спадщини.

## Історія
Система парків Онтаріо розпочала свою довгу і важку історію в 1893 році зі створення парку Алґонкін, спочатку створеного для захисту інтересів лісорубів від поселення. Управління та створення провінційних парків було підпорядковано Департаменту земель і лісів у 1954 році і призвело до періоду прискореного створення парків: кількість парків збільшилася в дев’ять разів протягом наступних шести років. У 1970-х роках було створено Міністерство природних ресурсів Онтаріо (MNR). Воно було розширене до Міністерства природних ресурсів та лісового господарства (MNRF), включивши лісове господарство в провінції, приблизно в 2010 році і стало більш зосередженим на лісовому господарстві та захисті видів та забезпеченні їх виконання через сслужбовців з охорони природи. Наразі Парки Онтаріо не мають повного статусу агентства, але є філією Міністерства навколишнього середовища, охорони природи та парків (MECP), але охоронці парків досі працюють у MNRF, а не в MECP.  Донедавна парки Онтаріо в цілому перебували під мандатом Міністерства природних ресурсів та лісового господарства (MNRF).
Історія провінційних парків Онтаріо налічує понад 100 років. Ось деякі віхи минулого століття плюс: 
1893 – Створено парк Алґонкін як громадський парк і лісовий заповідник, заповідник для риби та дичини, курорт і розважальний майданчик.
1894 – Рондо стає другим провінційним парком Онтаріо.
1913 – Закон про парки виділяє землю, непридатну для сільського господарства або поселення.
1954 – Онтаріо має лише 8 провінційних парків: Алґонкін, Кветіко, Лонг-Пойнт, Рондо, Прескіл, Іппервош, Озера Верхнього та Сіблі (тепер відомий як Сплячий гігант).
При Департаменті земель і лісів створюється Відділ парків. Це сповіщає про нову і агресивну програму створення більшої кількості парків, насамперед на Великих озерах та північних туристичних магістралях.
1960 – Зараз в Онтаріо є 72 провінційні парки, які щорічно приймають понад 5 мільйонів відвідувачів.
1967 – Онтаріо вводить нову політику, яка поділяє парки на певні категорії або класи з подібними режимами використання.
1970 – Створено «Білий ведмідь», найбільший провінційний парк Онтаріо на площі 24 000 квадратних кілометрів.
1978 – Провінційні парки Онтаріо: Політика планування та управління схвалена Кабінетом Міністрів, завдяки чому Онтаріо стала однією з провідних систем планування парків у світі.
1983 – Нова система планування землекористування привела до оголошення 155 нових парків.
1985 – Зараз в Онтаріо налічується 220 парків, що охоплюють понад 5,5 мільйона гектарів землі.
1993 – Онтаріо святкує сторіччя системи провінційних парків і 100-річчя Алгонкіна.
1996 – система провінційних парків приймає нову підприємницьку операційну модель, за якою дохід, отриманий парками, може бути реінвестований в систему парків. Це символізує нова назва, Ontario Parks, і новий візуальний стиль.
1996 – Ontario Parks співпрацює з природоохоронним органом Канади для створення програми Legacy 2000, яка охороняє значні природні території. За цією угодою закріплено понад 11 тис. га.
1999 — оголошується «Жива спадщина Онтаріо». Ця стратегія землекористування визначає 378 нових заповідних територій, у тому числі 61 новий парк і 45 додаткових парків. Ontario Living Legacy захистить понад 2,4 мільйона гектарів землі, включаючи доповнення до системи провінційних парків площею понад 900 000 гектарів.
2001 – Онтаріо зараз має загалом 280 провінційних парків, що охоплюють 7,1 мільйона га або майже 9 відсотків площі провінції. Понад 9 мільйонів відвідувачів щорічно відвідують парки Онтаріо.
2007 р. – Запровадження нового законодавства: «Закон про провінційні парки та заповідники» з 329 провінційними парками та 292 природоохоронними заповідниками.
2018 – Ontario Parks переходить із Міністерства природних ресурсів та лісового господарства (MNRF) до нещодавно створеного Міністерства навколишнього середовища, охорони природи та парків. Усі співробітники, включаючи охоронців парків, тепер працюють у Міністерстві охорони навколишнього середовища та парків
2018 – Онтаріо святкує 125 років системи провінційних парків і святкує125-річчя Алґонкіна

## Класи провінційних парків
Система Ontario Parks використовує систему класифікації для поділу провінційних парків на такі категорії: 
- Парк рекреаційного класу «як правило, має хороші пляжі, багато кемпінгу та багато можливостей для відпочинку на природі. Більшість парків відпочинку надають послуги, які можуть включати туалети та душові, пральні, інтерпретаційні програми, ігрові майданчики, споруди для спуску човнів, пішохідні стежки та столи для пікніка».
- Парк класу культурної спадщини «підкреслюють охорону історико-культурних ресурсів на відкритому повітрі».
- Парк класу природного середовища «захищає ландшафти та особливі особливості природного регіону, в якому вони розташовані, забезпечуючи при цьому широкі можливості для таких видів діяльності, як плавання та кемпінг».
- Парки класу природних заповідників «створений для представлення та захисту характерних природних середовищ існування та ландшафтів провінції. Ці території охороняються в освітніх і науково-дослідних цілях. Через крихкість багатьох з цих природних особливостей лише деякі заповідники доступні для громадськості».
- Парки класу водних артерій «це річкові коридори, які забезпечують користувачам гребних човнів якісний відпочинок та історичні річкові подорожі».
- Парки класу дикої природи «це великі території, залишені природі, куди відвідувачі можуть подорожувати пішки або на каное. Ці райони, які не пропонують відвідувачам, або взагалі не мають жодних зручностей, забезпечують усамітнення в спокійній, природній обстановці».

## Система парків
Станом на  2008, система Ontario Parks менеджерує 65 парків рекреаційного класу (394.8 km2), шість парків культурної спадщини (67.4 km2), 80 парків природного сеердовища (14,675.3 km2), 109 парків класу природних заповідників (1,152 km2), 62 водних  (14,446.2 km2) і 8 парків дикої природи (48,237.5 km2).

## Зовнішні посилання
- Офіційний сайт